# غونتر بلوبل
غونتر بلوبل (بالألمانية Günter Blobel) (ولد في 21 مايو 1936) هو عالم أحياء أمريكي من أصل ألماني حاصل على جائزة نوبل في الطب سنة 1999.

## مولده وطفولته
ولد بلوبل في فالترسدورف (بالألمانية Waltersdorf) بمقاطعة سيليزيا السفلى التابعة لولاية بروسيا الألمانية. وفي يناير 1945 نزحت أسرته من سيليزيا خوفاً من الجيش الأحمر السوفييتي الذي كان يزحف مقترباً من المنطقة، فمروا بمدينة دريسدن التي لم يمر سوى أيام قليلة على إقامتهم بها حتى دمرها قصف جوي عنيف دام من 13 إلى 15 فبراير 1945، وقد تأثر الطفل بلوبل بمشاهد الدمار الكارثية التي تعرضت لها المدينة، والتي شاهدها مع أسرته من على بعد 30 كيلومتراً فقط، ولم تكن هذه آخر المآسي، فقد قتلت أخته الكبرى ـ التي كانت تبلغ من العمر 19 عاماً ـ في قصف جوي تعرض له قطار كانت تستقله، ودفنت الفتاة في مقبرة جماعية.

## دراسته
بعد الحرب التحق بلوبل بإحدى مدارس مدينة فرايبرغ بولاية ساكسونيا، وفي سنة 1960 تخرج بلوبل في جامعة توبنغن، ثم حصل على الدكتوراه من جامعة ويسكونسن-ماديسون سنة 1967، وعين بمعهد هوارد هيوز الطبي سنة 1986.

## العمل الأكاديمي
يعمل بلوبل بجامعة روكفلر في مدينة نيويورك. ويعيش في مانهاتن مع زوجته وثلاثة كلاب. وهو أيضاً عضو بمجلس إدارة شركة نستله وعضو بمجلس الحكام العلميين بمعهد سكريبس البحثي، كما أنه من المساهمين في تأسيس المجلس العلمي الاستشاري بشركة كروموسيل.

## الجوائز
- جائزة الأكاديمية الوطنية (الأمريكية) للعلوم في مجال البيولوجيا الجزيئية (1978)
- الجائزة الدولية لمؤسسة غيردنر (1982)
- جائزة لويزا غروس هورويتز من جامعة كولومبيا (1987)
- جائزة ألبرت لاسكر لأبحاث العلوم الطبية الأساسية (1993)
- جائزة سيبا درو للأبحاث الطبية الحيوية (1995)
- جائزة الملك فيصل العالمية (1996)
- جائزة مايور للتفوق العلمي والتقني (1997)
- جائزة نوبل في الطب (1999)

## جائزة نوبل
حصل بلوبل على جائزة نوبل في الطب سنة 1999 لاكتشافه آلية استهداف البروتين، وهي الآلية التي تمكن الخلايا الحية من توجيه جزيئات البروتين المخلقة حديثاً إلى أماكنها الصحيحة باستخدام «بطاقات عنوان» (ببتيدات إشارية) ملحقة بتلك الجزيئات.

## إعمار دريسدن
كان بلوبل من المنادين بإعادة إعمار دريسدن، وقد أسس سنة 1994 مؤسسة لا تهدف إلى الربح سماها «أصدقاء دريسدن»، ووهب كل ريع جائزة نوبل لإعمار المدينة، وبصفة خاصة إعادة بناء كنيسة السيدة العذراء بدريسدن (بالألمانية)، وهو العمل الذي اكتمل سنة 2005، وكذلك بناء كنيس يهودي جديد.

## روابط خارجية
- غونتر بلوبل على موقع الموسوعة البريطانية (الإنجليزية)
- غونتر بلوبل على موقع مونزينجر (الألمانية)
- غونتر بلوبل على موقع إن إن دي بي (الإنجليزية)